# Lettre à France
Pour le téléfilm de Stéphane Clavier, voir Lettre à France (téléfilm).
Singles de Michel Polnareff
Fame à la mode
(1976) Une simple mélodie
(1978)
Lettre à France est une chanson de Michel Polnareff sortie comme single en 1977. Elle est présente sur la réédition CD de l'album Coucou me revoilou (1978), mais aussi sur La Compilation (1991) et les albums live Live at the Roxy (1996) et Ze re Tour 2007 (2007). Polnareff, alors en "exil" aux États-Unis, y exprime sa nostalgie pour la France.

## Genèse
En 1972, Michel Polnareff est au faîte de sa gloire et mène une vie luxueuse dans un hôtel particulier à Neuilly. Vivant une vie de star, il engage un homme de confiance pour gérer ses finances. Mais cette année-là, il connaît un premier revers causé par l'affiche de son concert à l'Olympia où il montre ses fesses : accusé d'attentat à la pudeur, il doit affronter un procès et s'acquitter d'une amende de 6 millions d'anciens francs, soit environ 63 874,62 euros de 2022, compte tenu de l'inflation, somme modique pour le chanteur à l'époque, mais qu'il trouvera « sévère » et « injuste ».
Puis Polnareff reçoit une lettre d'une agence immobilière qui lui réclame six mois de loyers impayés et apprend par la suite que ses biens — sa Rolls Royce et sa maison — ne lui appartiennent pas, mais sont en location. Il a été trahi par son homme de confiance qui l'a spolié en lui prenant son argent et en laissant le chanteur endetté. De plus, le fisc lui réclame plus d'un million de francs, mais Polnareff est ruiné. L'opinion publique refusant de croire en sa bonne foi et lui supportant mal ce désamour, Polnareff décide de quitter la France, alors qu'il est menacé d'emprisonnement, pour refaire sa vie ailleurs.
Il s'exile alors en Californie où il publie un single qui se classe rapidement au Billboard Hot 100, hit-parade américain. Mais la France lui manque, un an et demi après son départ forcé. Ne pouvant regagner le pays sans se faire arrêter, il est aidé par Roger Kreicher, ancien directeur des programmes de RTL, qui lui propose d'organiser un concert en Belgique vu par 4 000 fans qui fait sensation, malgré un matériel de sonorisation qui ne viendra jamais. De retour à New York, la nostalgie le guette et lors d'une sortie dans un restaurant de la Cinquième Avenue, tout lui rappelle la France. Pris d'un coup de blues, Polnareff griffonne sur une nappe en papier les premières notes de la chanson qui ne se nomme pas encore Lettre à France. Il enregistre la musique sur cassette et l'envoie à son parolier Jean-Loup Dabadie. Dabadie écrit alors un texte avec deux niveaux de lecture : on peut soit y voir une simple lettre d’amour d’un homme loin de sa dulcinée ou alors celle d’un homme exilé qui rêve de revoir son pays, la France. Ce double sens des paroles séduit Polnareff.

## Sortie et réception
Sorti durant l'été 1977, Lettre à France se classe au classement des sondages de l'IFOP à la 15e place à la date du 23 juillet 1977. Le titre progresse au hit-parade et atteint la 4e place le 27 août 1977, avant de chuter à la cinquième place durant les deux premières semaines de septembre 1977. Il apparaît pour la dernière fois dans le top 20 le 8 octobre 1977. Le single s'est écoulé à plus de 300 000 exemplaires.
Le succès de Lettre à France permet à Polnareff de revenir en France en octobre 1978 pour régler ses affaires avec le fisc et d'être innocenté par la justice, qui reconnaît la culpabilité de l'homme de confiance, toujours en fuite au moment du jugement. Toutefois, Polnareff est toujours redevable d'un million de francs à l'administration fiscale.

## Reprises
- Julie Pietri pour son album Lumières (2003).
- Pascal Obispo pour son album Studio Fan - Live Fan (2004).
- Hiba Tawaji, avec Ibrahim Maalouf, sur l’album 14.12.16 - Live in Paris (2018)
- Malik Djoudi pour son single Lettre à France (2024)
- Yael Naim (2024) Letter to France

## Inspiration musicale
La musique est inspirée du  menuet en sol mineur HWV 434 de Georg Friedrich Haendel.

## Classements
| Classement (1977)                       | Meilleure place |
| --------------------------------------- | --------------- |
| France (IFOP)                           | 4               |
| Belgique (Wallonie Ultratop 50 Singles) | 6               |
| Québec (Palmarès Francophone)           | 33              |

| Classement (2010-12)                       | Meilleure place |
| ------------------------------------------ | --------------- |
| Belgique (Wallonie Back Catalogue Singles) | 2               |
| France (SNEP)                              | 93              |

| Classement (2016) | Meilleure place |
| ----------------- | --------------- |
| France (SNEP)     | 58              |

| Classement (1977) | Meilleure place |
| ----------------- | --------------- |
| France (IFOP)     | 27              |